# Recoleta, Chile
Recoleta este un oraș și comună din provincia Santiago, regiunea Metropolitană Santiago, Chile, cu o populație de 148.220 locuitori (2012) și o suprafață de 16,2 km2.